# David Marshall Lang
David Marshall Lang (ur. 6 maja 1924, zm. 20 marca 1991) – angielski kaukazolog.
Studiował w St John’s College na Uniwersytecie Cambridge. W czasie wojny pracował w konsulacie, a potem w ambasadzie brytyjskiej w Iranie. Od 1949 roku wykładał na uniwersytetach w Londynie, Nowym Jorku i Los Angeles. W latach 1962–1964 pełnił funkcję honorowego sekretarza Royal Asiatic Society.

## Wybrane publikacje
- Lives and Legends of Georgian Saints, (1956).
- The first Russian radical : Alexander Radishchev, 1749-1802, London: George Allen & Unwin Ltd 1959.
- Armenia : cradle of civilization, (1970).
- A Modern History of Georgia, (1962).
- The Georgians, (1962).
- The Balavariani, (1966).
- A guide to Eastern literatures, ed. by David Marshall Lang, London: Weidenfeld and Nicolson 1971.
- The Bulgarians. From pagan times to the Ottoman conquest, (1976).

## Publikacje w języku polskim
- Dawna Gruzja, przeł. Wojciech Hensel, Warszawa: Państwowy Instytut Wydawniczy 1972.
- Armenia - kolebka cywilizacji, przeł. Tadeusz Szafar, konsultacja naukowa i posł. Eugeniusz Słuszkiewicz, Warszawa: Państwowy Instytut Wydawniczy 1975.
- Bułgarzy od czasów pogańskich do podboju przez Turcję Osmańską, przeł. Hanna Olędzka, Warszawa: Państwowy Instytut Wydawniczy 1983.